# Kročehlavy
Kročehlavy jsou čtvrť a počtem obyvatel největší částí stutatárního města Kladno  v okrese Kladno ve Středočeském kraji, která zahrnuje několik bývalých osad. Staré Kročehlavy tvoří převážně rodinné domy ve svahu pod Pražskou a Vodárenskou ulicí, za kterou jsou směrem na jih sídliště, vznikající zde od poloviny 50. let, jako jsou Sídliště 9. května, Okrsek 0 nebo Okrsek 4.

## Historie

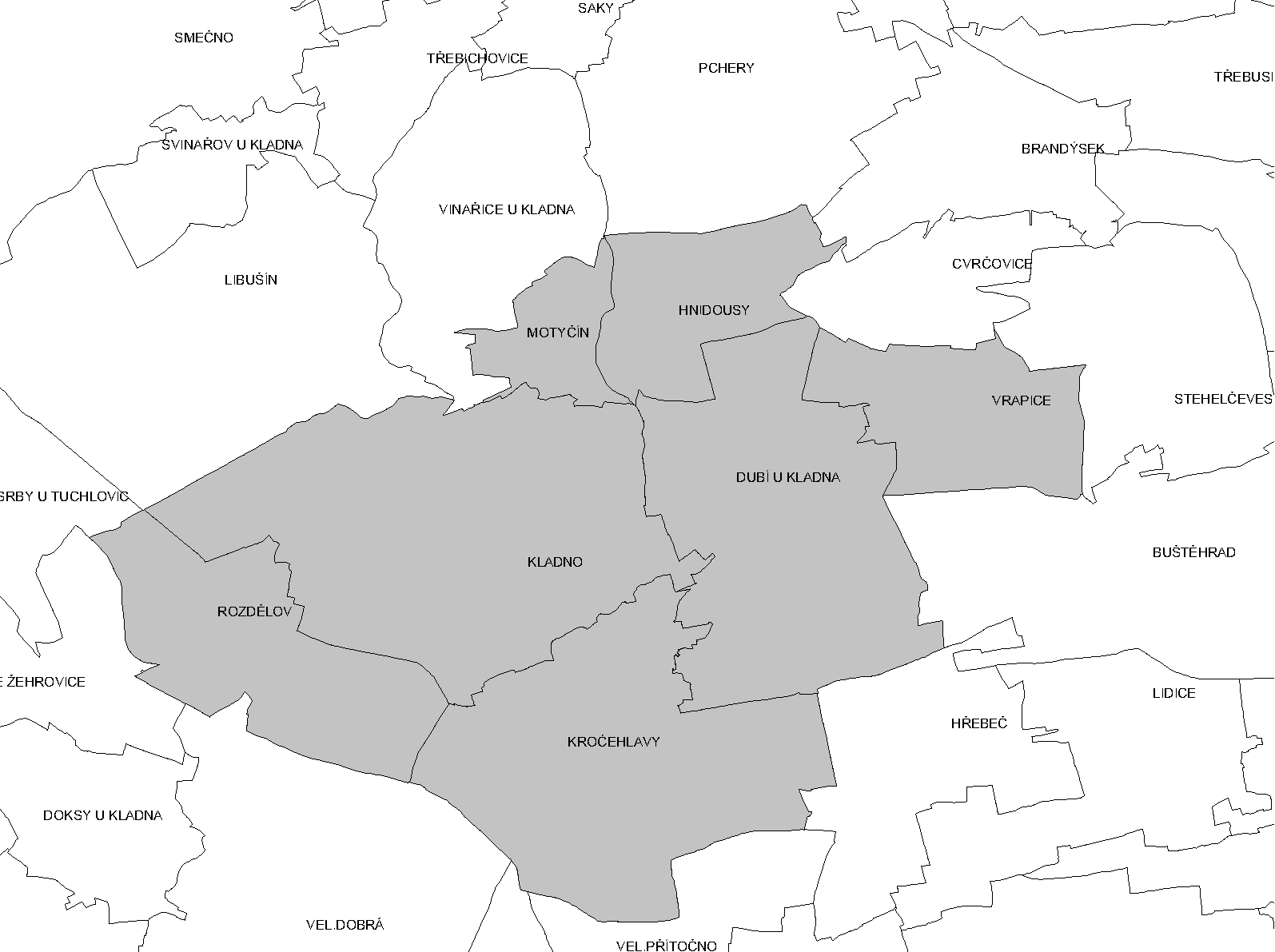
Katastrální území Kladna

První písemná zmínka o vesnici pochází z roku 1316, kdy jsou zmínky o jejích vladycích. Ti se o dva roky později psali ze Dříně, přesto již ve 14. století se o Dříňských nemluví, ale jen o vladycích místních, tzn. z Kročehlav. Ti však brzo vymřeli, už na konci 14. století se naposledy prameny zmiňují o šlechtici s tímto přídomkem. V tomto století však část vsi vlastnili i jiní vlastníci, celkem byla obec rozdělena na tři díly. V 15. století prameny o Kročehlavech téměř mlčí, ačkoli se tehdy o jedné části vsi mluvilo jako o majetku Kladenských z Kladna. Někdy v předchozí době tak muselo dojít k připojení části Kročehlav ke kladenskému panství. Z roku 1549 pochází zápis, který upřesňuje, že dědici Zdeňka Kladenského z Kladna, rytíři Žďárští ze Žďáru, mají v této obci čtyři usedlosti.
Na začátku 17. století už Žďárští ze Žďáru vlastnili celou vesnici, která se tehdy skládala ze sedmi statků a chalup. Od té doby už vždy celé Kročehlavy patřily ke kladenskému panství, s krátkou výjimkou během třicetileté války, kterou obec přežila patrně celkem bez úhony. Na začátku této války vrchnost ze dvou statků vytvořila panský dvůr, který však po jejím skončení obýval pouze panský ovčák. Ze zbylých pěti usedlostí po válce zůstaly pusté jen dvě, ty byly osazeny až na začátku šedesátých let 17. století. Tehdy se Kročehlavy skládaly z pěti statků a chalup a žilo zde asi 40 lidí. V roce 1680 zasáhla do života obce morová epidemie, která zde zahubila třetinu obyvatel. V první polovině devadesátých let zde byl obnoven panský dvůr, protože ale původně vznikl ze statků poddaných, tak z nich farář nadále vymáhal desátky. Vrchnost je přenesla na poddané, což se ale neobešlo bez odporu, který byl tak silný, že nová vrchnost (od roku 1705), benediktini z Břevnova, místní obyvatele vystěhovala a obec osídlila novými poddanými. Těmi asi byli Němci z dnešního Broumovska, kteří se však do konce 18. století počeštili.
V době napoleonských válek se zdejší obyvatelé podíleli na odporu proti odvodu do domobrany. Během 18. století se vesnice dále rozvíjela, aby v polovině 19. století dosáhla 22 domů se 130 obyvateli. Krátce poté byly v sousedství otevřeny doly na černé uhlí a posléze i hutě. To zapříčinilo nejen velký nárůst obyvatel samotného Kladna, ale i Kročehlav samotných (v roce 1930 měly již 10 tisíc obyvatel). V Kročehlavech se už od roku 1908 přemýšlelo o možnosti povýšení obce na město, došlo k tomu ovšem až v roce 1931 současně s vysvěcením nově postaveného kostela dne 25. října. Město Kročehlavy ale nikdy nedostalo znak, navíc nezůstalo dlouho samostatné, protože krátce nato bylo připojeno ke Kladnu. Nejdříve za protektorátu, což bylo po osvobození na chvíli zrušeno, a podruhé a už na trvalo v roce 1948. Po roce 1989 došlo ke zboření jediné původní významnější stavby, panského dvora, který stával pod křižovatkou ulic Milady Horákové a Riegrovy, do té doby zde mělo část dílen ČSAD Kladno. Centrem Starých Kročehlav je malý parčík s pomníky, u kostela a školy ve Školské ulici.

## Obyvatelstvo
| Rok            | 1869  | 1880  | 1890  | 1900  | 1910   | 1921   | 1930   | 1950   | 1961   | 1970   | 1980   | 1991   | 2001   | 2011   | 2021   |
| -------------- | ----- | ----- | ----- | ----- | ------ | ------ | ------ | ------ | ------ | ------ | ------ | ------ | ------ | ------ | ------ |
| Počet obyvatel | 1 784 | 3 418 | 5 411 | 7 664 | 10 108 | 10 472 | 11 434 | 10 759 | 15 757 | 27 088 | 40 536 | 41 195 | 39 235 | 36 123 | 34 972 |
| Počet domů     | 139   | 279   | 401   | 545   | 744    | 948    | 1 449  | 1 820  | 1 820  | 2 142  | 2 395  | 2 608  | 2 591  | 2 656  | 2 676  |

## Obecní správa
Při sčítání lidu v letech 1850–1946 Kročehlavy byly samostatnou obcí a později městem, se kterým patřily nejprve do okresu Smíchov, ale od roku 1900 v okrese Kladno. Od roku 1946 jsou částí statutárního města Kladno ve stejnojmenném okrese.

## Štěpánov
V roce 1783 břevnovský opat František Štěpán Rautenstrauch rozparceloval pozemky mezi Kladnem a Kročehlavy, čímž vznikla osada Štěpánov, též Štěpánka (pojmenovaná podle opata Štěpána). Roku 1915 byla sloučena s kročehlavskými čísly popisnými a úplné sloučení pak proběhlo v roce 1930. Bývalá náves se nacházela v dnešní Partyzánské ulici (nedaleko Baumaxu, poblíž je také Štěpánská ulice a zde hospoda i prodejna autodílů Na Štěpánce). Před založením samotné vsi zde už v průběhu 18. století byla postavena usedlost Christopha Umlaufa. Při založení vsi byl vykácen lesík Skalka či Dubice a přímo na jeho místě vzniklo jádro vsi. Na rozdíl od často opakovaného tvrzení, že nová ves byla osídlena kolonisty z Broumovska, je u alespoň části pravděpodobnější příchod ze samotného kladenského panství.

## Sport a volný čas
V lese pod Pražskou ulicí se nachází fotbalový stadion SK Kročehlavy (dříve také známý jako TJ Kablo Kladno) a tenisové kurty. V bývalém (hudebním) Klubu 19 poblíž křižovatky s Unhošťskou ulicí sídlí SKS Arena pro bojové sporty. V ulici Vodárenská sídlí 7. a 8. ZŠ s rozšířenou výukou tělocviku, za školami je hřiště na softbal. Dvě hokejbalová hřiště se nachází za SOŠ v ulici Dr. Foustky. U bývalé 13. ZŠ v Pařížské ulici je vedle tělocvičny fotbalové a basketbalové hřiště. U základní školy v Norské ulici je krytý plavecký bazén (v nedalekém lese v Bažantnici je také venkovní koupaliště) a hřiště na fotbal, basketbal a tenis. Mezi panelovými domy u Americké ulice býval minigolf. Další fotbalový klub FC Slavoj Kladno (dříve Lokomotiva Kladno) sídlí ve Wolkerově ulici za vlakovým nádražím. Po jižní hranici katastru Kročehlav vedou cyklostezky č. 0017 (okruh kolem Kladna) a č. 0018 (Okoř, Lidice, Velké Přítočno, Kladno-Rozdělov a Družec). Od vlakového nádraží vede modrá turistická značka směrem na Kožovou Horu (rozhledna postavená KČT v roce 1930), Braškov, Malé Kyšice a Nižbor. Přibližně do roku 2000, kdy jí KČT zrušil, vedla od tržnice v Unhošťské ulici ještě červená turistická značka přes les V Bažantnici do Hřebče a k památníku do Lidic, kde navazovala na zelenou (další pozůstatky částí již dříve zrušených turistických tras ve městě je možné najít u kašny na Náměstí starosty Pavla či v Podprůhonu).

## Pamětihodnosti a stavby

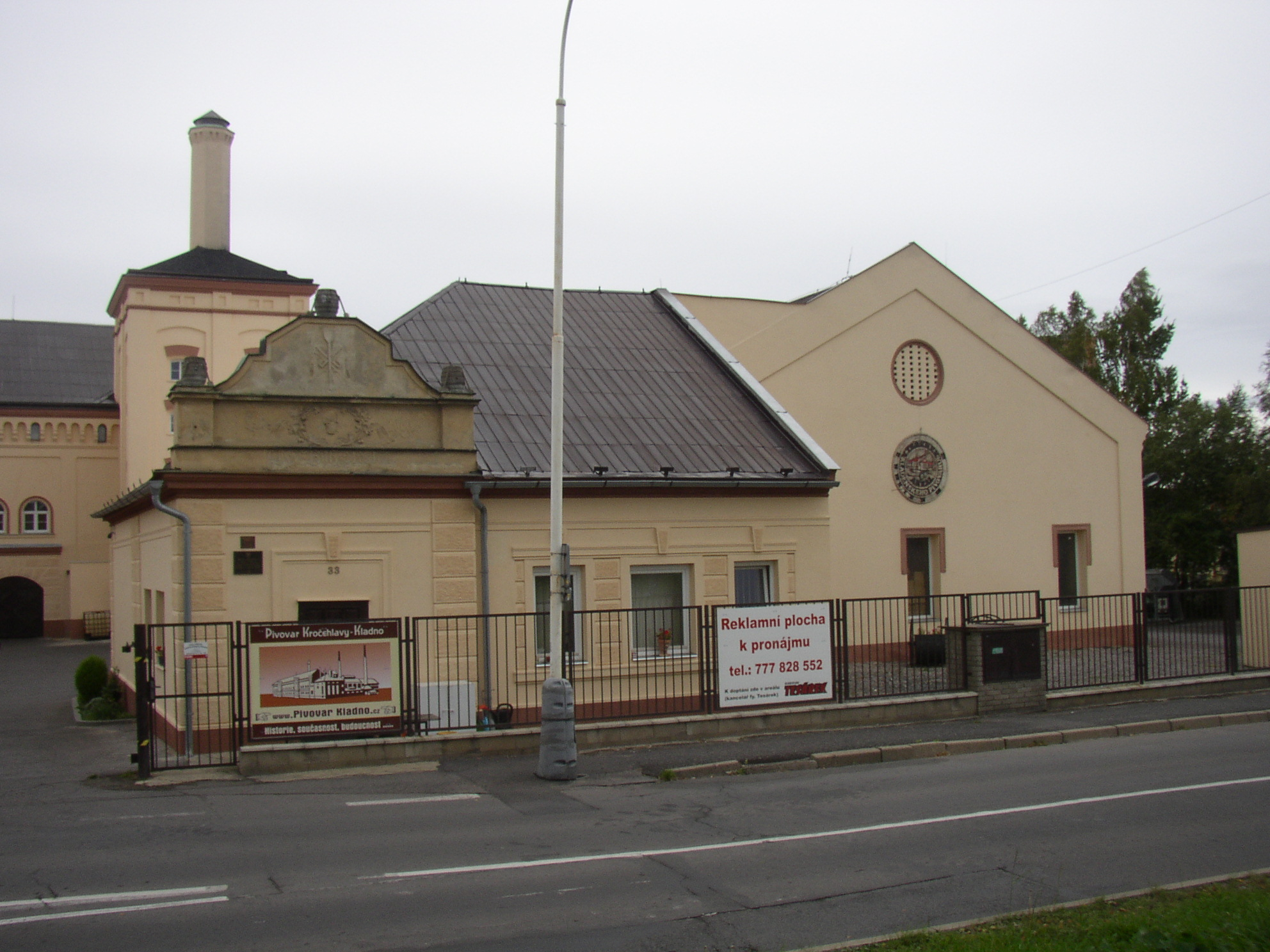
Památkově chráněná vstupní budova bývalého pivovaru

V seznamu nemovitých kulturních památek je zapsaná vstupní budova  bývalého pivovaru ve Starých Kročehlavech (čp. 33 v Dlouhé ulici). Budova se nachází vedle hlavní brány pivovaru a její štít byl vyzdoben podle návrhu Mikoláše Alše, který byl přítelem sládka a nájemce kročehlavského pivovaru Otakara Zachara.  Pivovar byl roku 2004 vrácen zpět do rukou benediktinského řádu, který je obratem prodal soukromému podnikateli. Od té doby je pivovar postupně rekonstruován a využíván pro různé účely.[zdroj?]
V roce 2008 byly na seznam nemovitých kulturních památek zapsány tři věže šachtových vápenných pecí č. III, IV a V, které jsou pozůstatkem někdejší vápenky, jež byla součástí místní železářské hutě. Původně zde bylo těchto šachtových věží celkem pět. Dvě ze zbylých věží se nacházejí na katastru Kročehlav, třetí, nezápadnější věží prochází hranice katastrálních území Kročehlavy a Kladno.
Ve Školské ulici je novodobý kostel Nejsvětějšího Srdce Ježíšova, postavený podle plánů ing. J. Novotného roku 1931, s reliéfem Krista od sochaře Jaroslava Volfa.

## Svépomoc

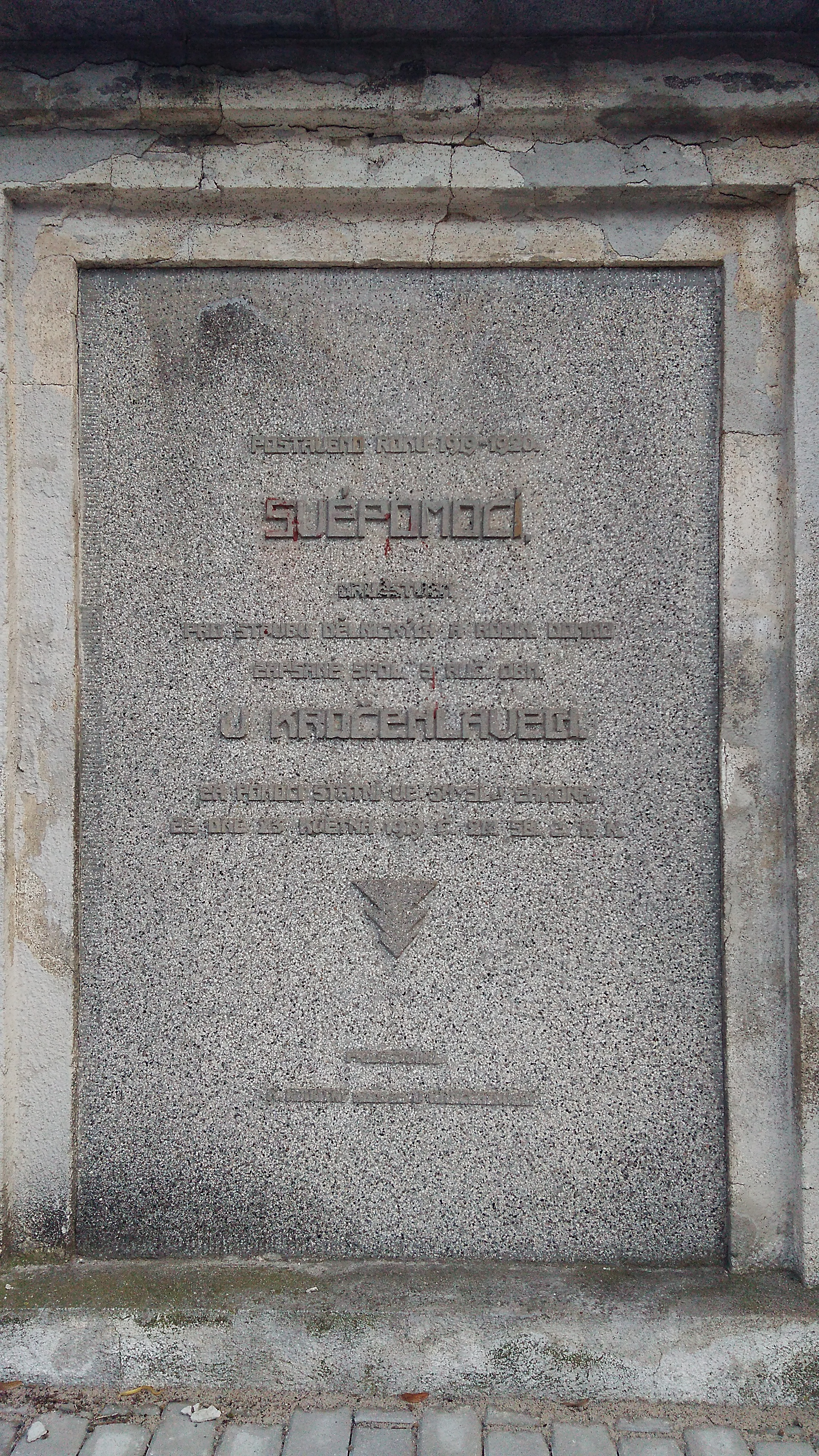
Pamětní deska u domů postavených svépomocí

Svépomoc je obytný soubor (v okolí ulice Milady Horákové) složený z rodinných domků, který byl vybudován v letech 1920 až 1922 družstvem Svépomoc. Svépomoc bylo sice svým charakterem družstvo, ale zapsáno bylo podle tehdejších regulí jako „společnost s ručením obmezeným“. Prezentovalo se také jako „družstvo pro stavbu dělnických a rodinných domků v Kročehlavech“. Družstvo (resp. jeho jednotliví členové-stavebníci) dostalo úvěr od Městské spořitelny v Unhošti. Díky zákonu č. 209/1920 Sb., „o přechodných daňových výhodách pro stavebníky rodinných domů a bytů“, byly nově započaté stavby mimo jiné osvobozeny od domovní daně na dobu 20 let. Takovéto družstvo bylo v té době dost obvyklým způsobem, jak zajistit lidem podporu při výstavbě rodinných domků, protože bylo po skončení první světové války a obce neměly dost prostředků k vlastní obecní výstavbě, ani k budování infrastruktury, takže byla vítána každá vhodná forma financování. Počáteční jistina byla velmi malá, proto byla dosažitelná i pro zájemce z dělnických profesí, a splátkový kalendář byl rozpočítaný až do šedesátých let 20. století.
Pozemky, na nichž se začalo stavět, patřily dříve k majetku břevnovského kláštera. Pozemky byly rozparcelovány na jednotlivé díly. Byly zde stavěny typizované rodinné domky tří typů. Jedním z typů byly dvojdomky, které sice byly finančně zvýhodněny, ale to se nakonec při realizaci údajně nepotvrdilo, takže vyšly dráž než zbývající dva typy izolovaných domků. Výstavbou došlo k realizaci celkem 66 nových bytů. Jednalo se buď o byty o dvou pokojích a kuchyni, v případě dvojdomku o jednom pokoji a kuchyni. Domky jsou většinou podsklepeny a mají i podkrovní místnosti.
“Svépomoc“ se stala osobitou zástavbou, která vyhovovala tehdy odpovídajícím zásadám bydlení. Bylo dbáno i na zeleň v ulicích, před každým domem uvnitř lokality byla zasazena lípa a upraven trávník mezi chodníkem a vozovkou. I na dvorcích jednotlivých domů se dbalo o zeleň, kterou si už majitelé ale upravili podle svého. Na první dostavěný dům č.p. 645 byla osazena (dnes již omšelá a těžko čitelná) pamětní deska. Postupem času si každý majitel prováděl různé přístavby a úpravy, měnily se fasády, takže původní jednotný dojem celé čtvrti se postupně vytrácel, nicméně celá lokalita je i z dnešního pohledu architektonicky i urbanisticky docela zajímavá, byť už spíše z historického pohledu.

## Osobnosti

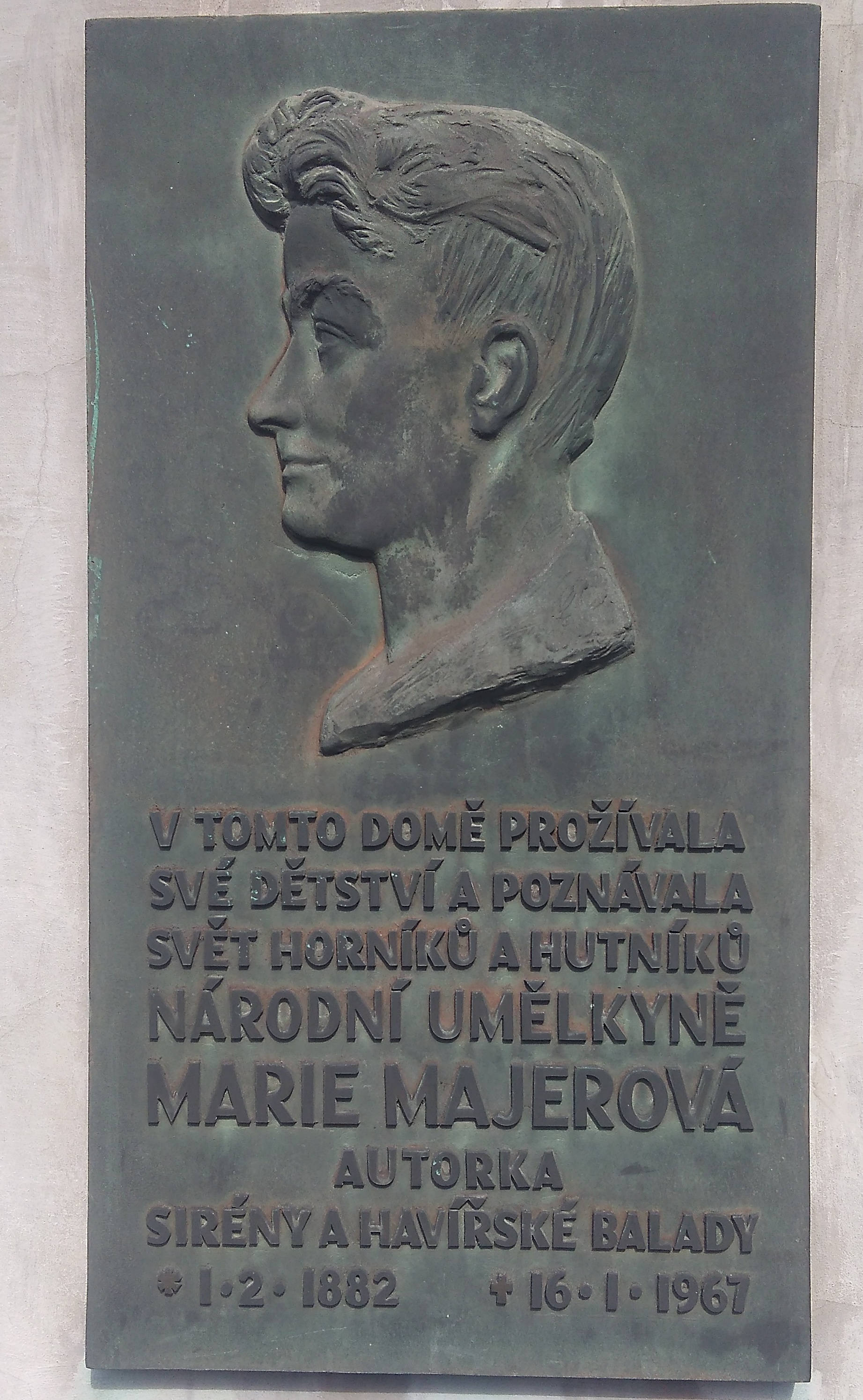
Pamětní deska Marie Majerové na domě v ulici M. Majerové

Část svého dětství zde prožila komunistická spisovatelka Marie Majerová, která má pamětní desku od akademického sochaře a malíře Ladislava Nováka na domě č.p. 207 v ulici M. Majerové. Z části Štěpánov pocházeli cestovatel Bedřich Machulka a manželka prezidenta Antonína Zápotockého Marie. V místním pivovaru často pobýval Mikoláš Aleš. Kročehlavy jsou rodištěm malířů Jana Karase a Karla Součka. Nelze opomenout ani Ludviku Smrčkovou, sklářskou výtvarnici, která se narodila u dnešního nádraží Kladno (do konce 19. století Vejhybka). Také zde žije písničkář Josef Fousek, či hudebník Ladislav Kučera, člen skupiny Hop Trop. Základní školu v Kročehlavech navštěvoval kladenský rodák spisovatel a překladatel Václav Jamek. Z kročehlavských rodáků a odchovanců fotbalového klubu SK Kročehlavy vzešlo také několik československých reprezentantů a ligových hráčů SK Kladno.